# Station Legok
Legok is een spoorwegstation in de Indonesische provincie Midden-Java.